# 87 (nombre)
« Quatre-vingt-sept » et « Huitante-sept » redirigent ici. Pour l'année, voir 87.
Le nombre 87 (quatre-vingt-sept, huitante-sept ou octante-sept) est l'entier naturel qui suit 86 et qui précède 88.

## En mathématiques
Le nombre 87 est :
- Un nombre composé brésilien car 87 = 3328 ;
- La somme des carrés des quatre premiers nombres premiers : 2²+3²+5²+7²=87.
- Un multiple de 3 et de 29

## Dans d'autres domaines
Le nombre 87 est aussi :
- Le numéro atomique du francium, un métal alcalin.
- le numéro de la sourate Al-Ala dans le Coran.
- Le nombre d'années entre la signature de la déclaration d'indépendance des États-Unis d'Amérique et la bataille de Gettysburg, immortalisé dans le discours de Gettysburg d'Abraham Lincoln : Quatre-vingt-sept ans plus tôt, nos ancêtres…
- Ressemble un peu à Phineas de Phinéas et Ferb
- Le numéro de modèle du Junkers Ju 87
- Le numéro de la galaxie elliptique géante M87 dans le catalogue Messier.
- Le numéro de l'Interstate 87, une autoroute de l'État de New York.
- Le numéro de la route européenne E87 qui part de Tulcea jusqu'à Antalya en Turquie.
- L'indicatif téléphonique international pour appeler Inmarsat et d'autres services.
- Le filtre photographique 87 qui bloque la lumière visible pour ne laisser passer que la lumière infrarouge.
- Considéré comme un nombre malchanceux de courses par certains joueurs de cricket, parce qu'il est la différence de 100 et de 13.
- Un terme d'argot anglo-saxon pour l'anilingus.
- L'identifiant ISBN pour les livres publiés au Danemark.
- Le n° du département français de la Haute-Vienne.
- Années historiques : -87, 87 ou 1987.
- Ligne 87 .